# Claude Marceau
 (août 2010).
Si vous disposez d'ouvrages ou d'articles de référence ou si vous connaissez des sites web de qualité traitant du thème abordé ici, merci de compléter l'article en donnant les références utiles à sa vérifiabilité et en les liant à la section « Notes et références ».
Claude Marceau (né le 25 décembre 1956 à Forestville au Canada) est un auteur canadien.

## Biographie
Claude Marceau détient une licence en lettres [1987] et a complété une maîtrise en création littéraire [1989] à l’Université du Québec à Chicoutimi.
Il se consacre entièrement à l’écriture. Balade en Boréalie est son plus récent ouvrage.